# 이종호 (1968년)
이종호(李鍾鎬, 1968년 12월 30일 ~ )는 대한민국의 경상남도의회 의원이다.

## 학력
- 합천중학교 졸업
- 창원기계공업고등학교 졸업
- 동서대학교 건축공학과 졸업

## 경력
- 대곡초등학교 운영위원장
- 김해시축구협회 부회장
- 더불어민주당 경남도당 생활체육진흥특별위원장
- 김해시 동김해축구연합회 회장
- (주)다우링에너지 대표이사
- 2018년 7월 1일 ~ 2022년 6월 30일: 제11대 경상남도의회 의원

## 역대 선거 결과
|  | 56.89% |

|  | 41.64% |